# Ikaros (Gröna Lund)
Ikaros är en åkattraktion på Gröna Lund som är placerad mellan Lustiga huset och Twister. Passagerarna dras långsamt upp till 76 meters höjd, lutar nedåt i 90 grader och släpps sedan rakt ner och ”gungar” när man nått den lägsta punkten av fallet. Under fallet uppnås en maxhastighet av ca 90 km/h.